# Arsague
Arsague (okzitanisch gleichlautend) ist eine französische Gemeinde mit 342 Einwohnern (Stand: 1. Januar 2022) im Département Landes in der Region Nouvelle-Aquitaine (vor 2016 Aquitaine). Sie gehört zum Kanton Coteau de Chalosse im Arrondissement Dax. Die Einwohner werden Arsaguais genannt.

## Geografie
Die Gemeinde Arsague liegt in der Landschaft Chalosse, etwa 25 Kilometer ostsüdöstlich von Dax. Umgeben wird Arsague von den Nachbargemeinden Castel-Sarrazin im Norden, Amou im Osten, Bonnut im Südosten und Süden sowie Tilh im Westen.

## Bevölkerung
| Jahr                       | 1962 | 1968 | 1975 | 1982 | 1990 | 1999 | 2006 | 2012 | 2021 |
| -------------------------- | ---- | ---- | ---- | ---- | ---- | ---- | ---- | ---- | ---- |
| Einwohner                  | 403  | 383  | 339  | 289  | 307  | 277  | 299  | 368  | 335  |
| Quellen: Cassini und INSEE |      |      |      |      |      |      |      |      |      |

## Sehenswürdigkeiten
- Kirche Saint-Pierre aus dem 17. Jahrhundert
- Schloss Argoubet

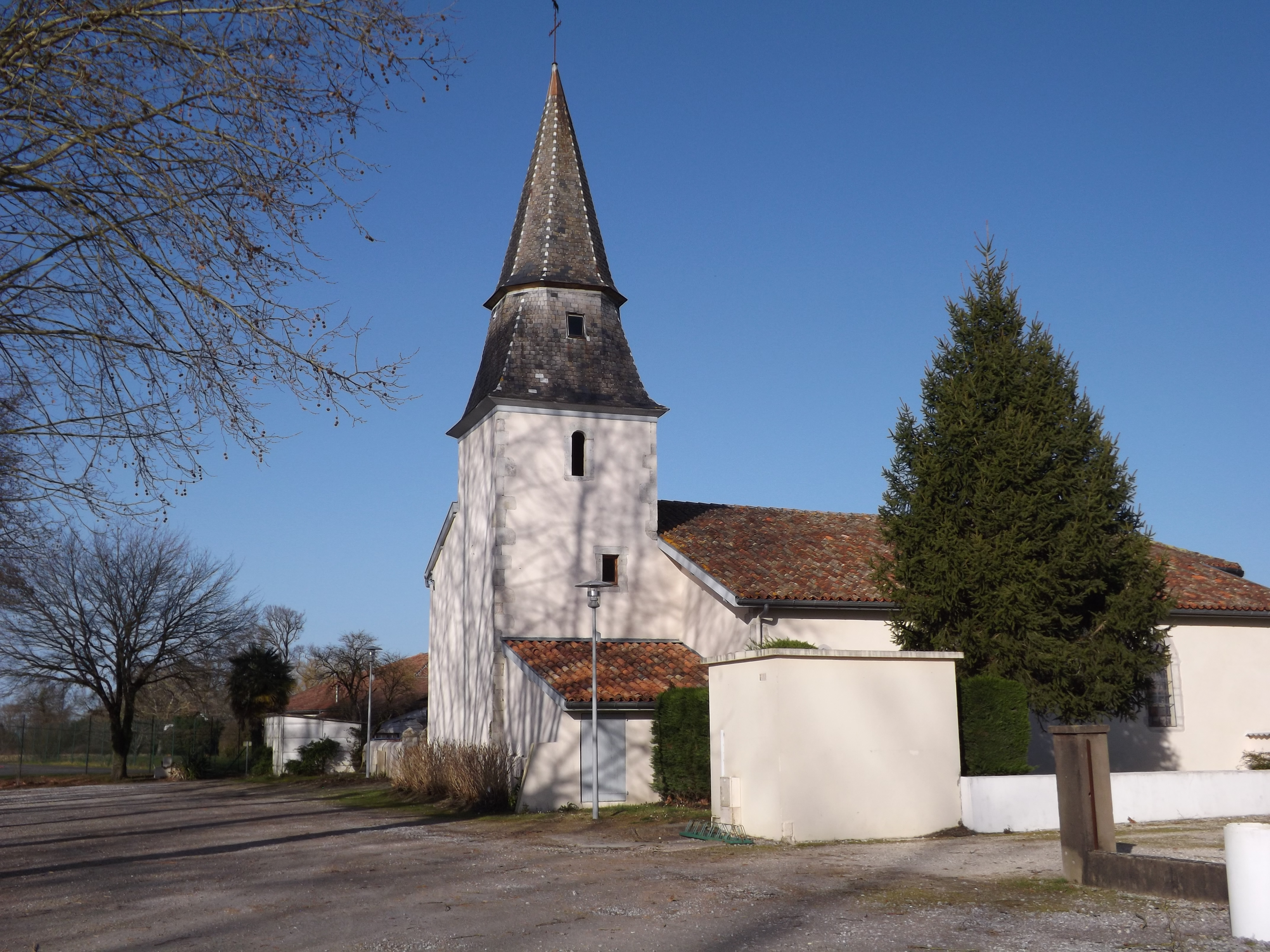
Kirche Saint-Pierre
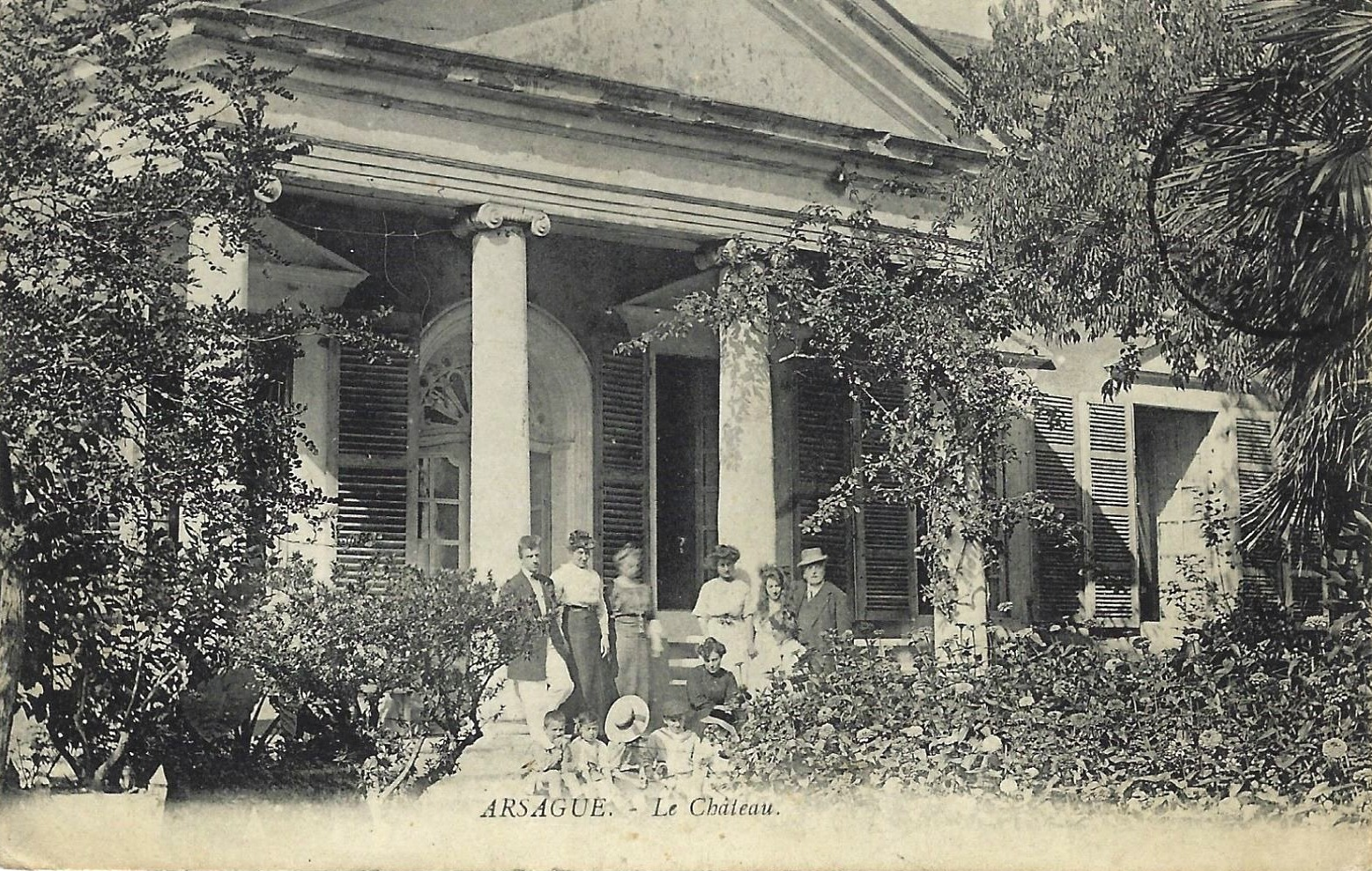
Schloss Anfang des 20. Jaqhrhundert